# Kabinett Shehu I

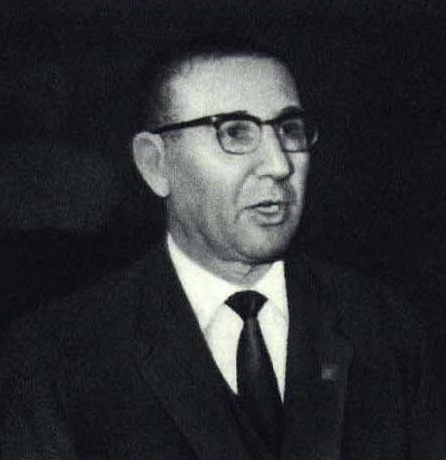
Mehmet Shehu war von 1954 bis 1981 Vorsitzender des Ministerrates der Sozialistischen Volksrepublik Albanien

Das Kabinett Shehu I war eine Regierung der Sozialistischen Volksrepublik Albanien, die am 23. Juli 1954 von Ministerpräsident Mehmet Shehu von der Partei der Arbeit Albaniens PPSh (Partia e Punës e Shqipërisë) gebildet wurde. Es löste das Kabinett Hoxha V ab und blieb bis zum 21. Juni 1958 im Amt, woraufhin es vom Kabinett Shehu II abgelöst wurde.
Nach den Parlamentswahlen am 30. Mai 1954 kam es auch zu einer Regierungsumbildung.
Mit der Übertragung des Amts des Ministerpräsidenten von Enver Hoxha auf Mehmet Shehu fand der Zusammenzug sämtlicher wichtiger Staatsämter in einer Person ihr Ende. Diese Entflechtung von Staats- und Parteiämter folgte dem sowjetischen Beispiel, wo nach dem Tod Stalins (5. März 1953) die kollektive Führung propagiert worden war. Hoxha blieb weiterhin Erster Sekretär des Zentralkomitees und damit mächtigster Mann im Staat.
| Amt                                                     | Amtsinhaber                 | Beginn der Amtszeit        | Ende der Amtszeit          |
| ------------------------------------------------------- | --------------------------- | -------------------------- | -------------------------- |
| Vorsitzender des Ministerrates                          | Mehmet Shehu                | 20. Juli 1954              | 21. Juni 1958              |
| Erster Stellvertretender Vorsitzender des Ministerrates | Spiro Koleka                | 4. Juni 1956               | 21. Juni 1958              |
| Stellvertretender Vorsitzender des Ministerrates        | Hysni Kapo                  | 23. Juli 1954              | 4. Juni 1956               |
| Stellvertretender Vorsitzender des Ministerrates        | Beqir Balluku               | 23. Juli 1954              | 21. Juni 1958              |
| Stellvertretender Vorsitzender des Ministerrates        | Gogo Nushi                  | 4. Juni 1956               | 21. Juni 1958              |
| Verteidigungsminister                                   | Beqir Balluku               | 23. Juli 1954              | 21. Juni 1958              |
| Landwirtschaftsminister                                 | Hysni Kapo                  | 23. Juli 1954              | 4. Juni 1956               |
| Vorsitzender der Staatlichen Planungskommission         | Spiro Koleka                | 23. Juli 1954              | 21. Juni 1958              |
| Außenminister                                           | Behar Shtylla               | 23. Juli 1954              | 21. Juni 1958              |
| Innenminister                                           | Kadri Hazbiu                | 23. Juli 1954              | 21. Juni 1958              |
| Minister für Handel und Kommunikation                   | Gogo Nushi                  | 23. Juli 1954              | 21. Juni 1958              |
| Minister für Bildung und Kultur                         | Bedri Spahiu Ramiz Alia     | 23. Juli 1954 1955         | 1955 21. Juni 1958         |
| Finanzminister                                          | Abdyl Këllezi Aleks Verli   | 23. Juli 1954 4. Juni 1956 | 4. Juni 1956 21. Juni 1958 |
| Justizminister                                          | Bilbil Klosi                | 23. Juli 1954              | 21. Juni 1958              |
| Gesundheitsminister                                     | Medar Shtylla Manush Myftiu | 23. Juli 1954 4. Juni 1956 | 4. Juni 1956 21. Juni 1958 |
| Industrieminister                                       | Koço Theodhosi              | 23. Juli 1954              | 21. Juni 1958              |